# Marie-Madeleine Duruflé
Marie-Madeleine Duruflé geborene Chevalier (* 8. Mai 1921 in Marseille, Bouches-du-Rhône; † 5. Oktober 1999 in Louveciennes) war eine französische Organistin.

## Leben und Wirken

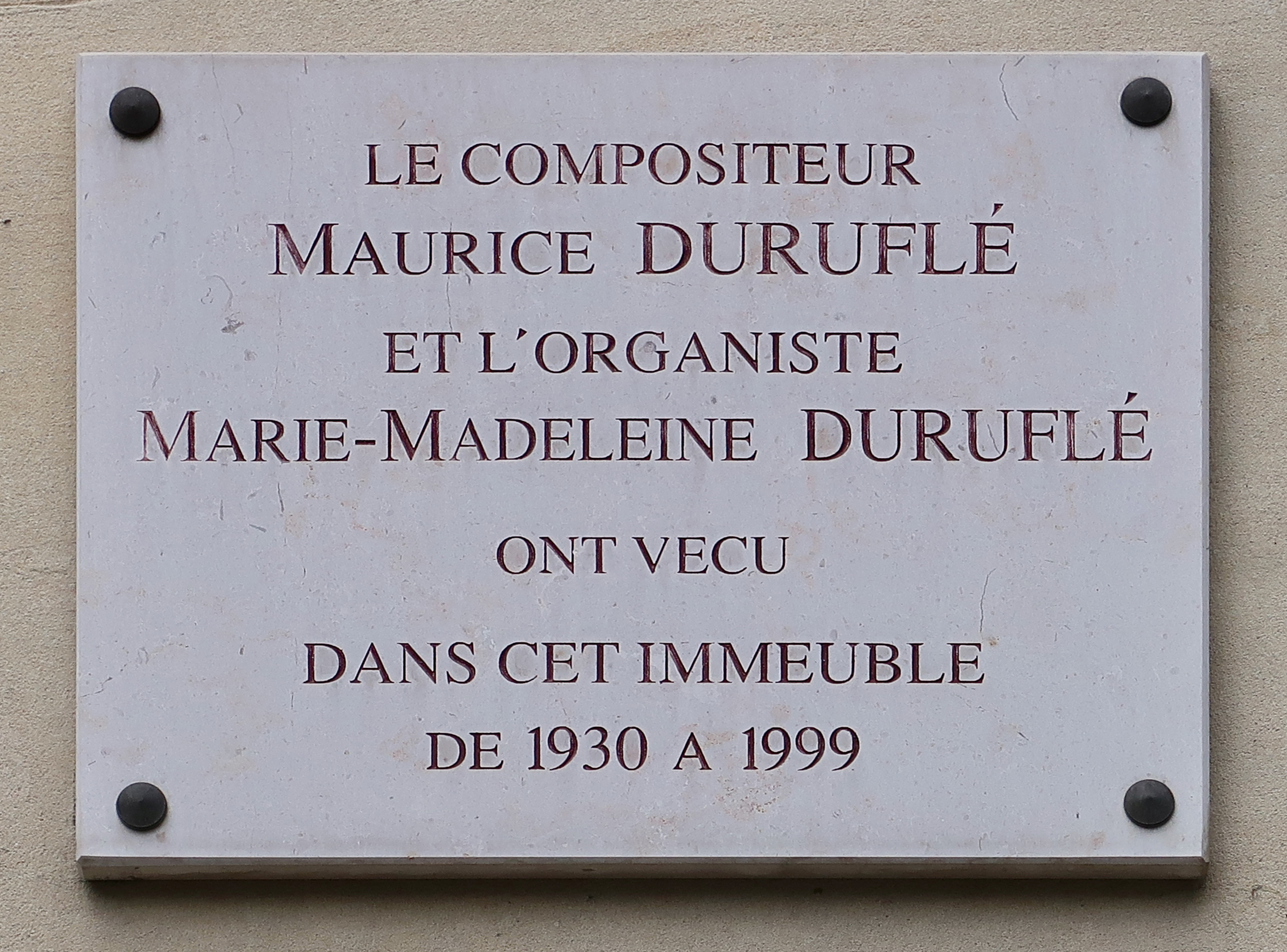
Gedenktafel an ihrem ehemaligen Wohnhaus in Paris

Marie-Madeleine Chevalier erhielt den ersten Klavierunterricht bei ihrer Großmutter. Im achten Lebensjahr schrieb sie bereits ihre erste Komposition. Mit elf Jahren wurde sie zur Titularorganistin an der Kathedrale Notre-Dame-et-Saint-Véran in Cavaillon ernannt. Mit 13 Jahren erhielt sie nach einem Jahr Ausbildung am Konservatorium von Avignon den ersten Preis für Klavier, im darauffolgenden Jahr den ersten Preis für Harmonielehre. 1939 wurde sie von Marcel Dupré in dessen Orgelklasse am Conservatoire National Supérieur de Paris eingeladen. Sie folgte diesem Angebot erst nach dem Krieg und schloss ihre Studien 1949 mit dem ersten Preis ab. 1947 wurde sie Assistentin von Maurice Duruflé, den sie 1953 heiratete.
Zusammen mit ihrem Mann gab Marie-Madeleine Duruflé Konzerte in ganz Europa, der UdSSR und den USA. Sie begleitete regelmäßig die Chorwerke ihres Mannes auf der Orgel. 1987 ehrte das französische Kultusministerium sie mit dem Titel Officier des Arts et Lettres. Bis 1997 versah sie noch den Organistendienst in der Orgel der Pfarrkirche Saint-Étienne-du-Mont.
Marie-Madeleine Duruflé starb am 5. Oktober 1999 im Alter von 78 Jahren in Louveciennes.

## Ehrungen
- Titel Officier des Arts et Lettres (1987)
- Gedenktafel an ihrem Wohnhaus in Paris

## Schriften
- Le Grand Orgue de St-Etienne-du-Mont
- Souvenirs sur les Amis de l’orgue

## Tondokumente
- Marie-Madeleine Duruflé – Memorial (St. Eustache – Paris)
- M. Duruflé: Prélude et fugue ALAIN
- M. Duruflé: Trois danses pour orchestre